# Guido Buffarini Guidi
Guido Buffarini Guidi (Pisa, 17 de agosto de 1895–Milán, 10 de julio de 1945) fue un político italiano de ideología fascista. Llegaría a ejercer como ministro del Interior de la República Social Italiana, siendo un activo colaborador de los nazis en la persecución a los judíos. Fue fusilado por la resistencia tras el final de la Segunda Guerra Mundial.

## Biografía
Nació en Pisa en 1895. Llegaría a tomar parte en la Primera Guerra Mundial alistado como voluntario en un regimiento de artillería, alcanzando el rango de capitán en 1917. Tras el final de la contienda continuó en el Ejército, al tiempo que realizaba estudios universitarios y se licenciaba en derecho por la Universidad de Pisa. Se retiraría del Ejército italiano  en 1923, con el rango de teniente coronel. Se alfilió en estos años al Partido Nacional Fascista (PNF).
Durante el régimen de Mussolini llegó a ejercer como subsecretario de Estado del Ministerio del Interior, actuando en la práctica como ministro. Desde su cargo llegó a hacer sombra a Arturo Bocchini, el todopoderoso jefe de policía. Ha llegado a ser señalado por la historiografía como uno de los autores de las leyes raciales fascistas.
El 25 de julio de 1943 fue uno de los miembros del Gran Consejo Fascista que votó a favor de Mussolini, siendo cesado de su cargo y puesto bajo arresto junto a otros jerarcas fascistas «pro-alemanes». No obstante, en septiembre fue liberado por el Ejército alemán. Considerado un fascista «fiable», sería nombrado ministro del Interior de la nueva República Social Italiana. Como ministro emprendió una violenta política contra los judíos italianos, que incluyó la confección de listas «negras», deportaciones y asesinatos. En febrero de 1945 fue cesado por Mussolini, siendo sustituido por Paolo Zerbino.
Próximo ya el final de la contienda mundial, en abril de 1945 intentó cruzar la frontera con Suiza, pero fue detenido por la policía de fronteras. Sería fusilado por la resistencia en Milán el 10 de julio de 1945.